# Adieu Paris, bonjour New York
Pour plus de détails, voir Fiche technique et Distribution.
Adieu Paris, bonjour New York (titre original : That Girl from Paris) est un film américain en noir et blanc réalisé par Leigh Jason, sorti en 1936.

## Synopsis
Pour échapper à un mariage de raison, la chanteuse d'opéra parisienne Nikki Martin se lance dans une croisière transatlantique. À bord, elle rejoint un groupe de swing et tombe amoureuse de leur séduisant leader, Windy, qu'elle suit aux États-Unis. Tout en étant impliquée dans les problèmes de Nikki, Windy tombe également amoureux de Nikki.

## Fiche technique
- Titre : Adieu Paris, bonjour New York
- Titre original : That Girl from Paris
- Réalisation : Leigh Jason
- Scénario : W. Carey Wonderly, Jane Murfin, Joseph Fields, P.J. Wolfson et Dorothy Yost
- Photographie : J. Roy Hunt
- Musique : Edward Heyman, Arthur Schwartz
- Directeur artistique : Van Nest Polglase
- Producteur : Pandro S. Berman
- Société de production : RKO Pictures
- Pays d'origine : États-Unis
- Format : noir et blanc - image : 1,37:1 - son : Mono (RCA Victor System)
- Pays d'origine : États-Unis
- Langue : anglais
- Genre : film musical, comédie romantique
- Durée : 104 min
  - États-Unis : 31 décembre 1936 (New York City)
  - France : 22 avril 1937

## Distribution
- Lily Pons : Nicole 'Nikki' Martin
- Jack Oakie : Whammo Lonsdale
- Gene Raymond : Windy McLean
- Herman Bing : 'Hammy' Hammacher
- Mischa Auer : Butch
- Lucille Ball : Claire Williams
- Frank Jenks : Frank